# Jean-Baptiste de Chabot
Jean-Baptiste de Chabot (Marigny-Brizay, 21 februari 1740 - Parijs, 28 april 1819) was een Frans rooms-katholiek geestelijke die achtereenvolgens bisschop van Saint-Claude en van Mende was.

## Levensloop

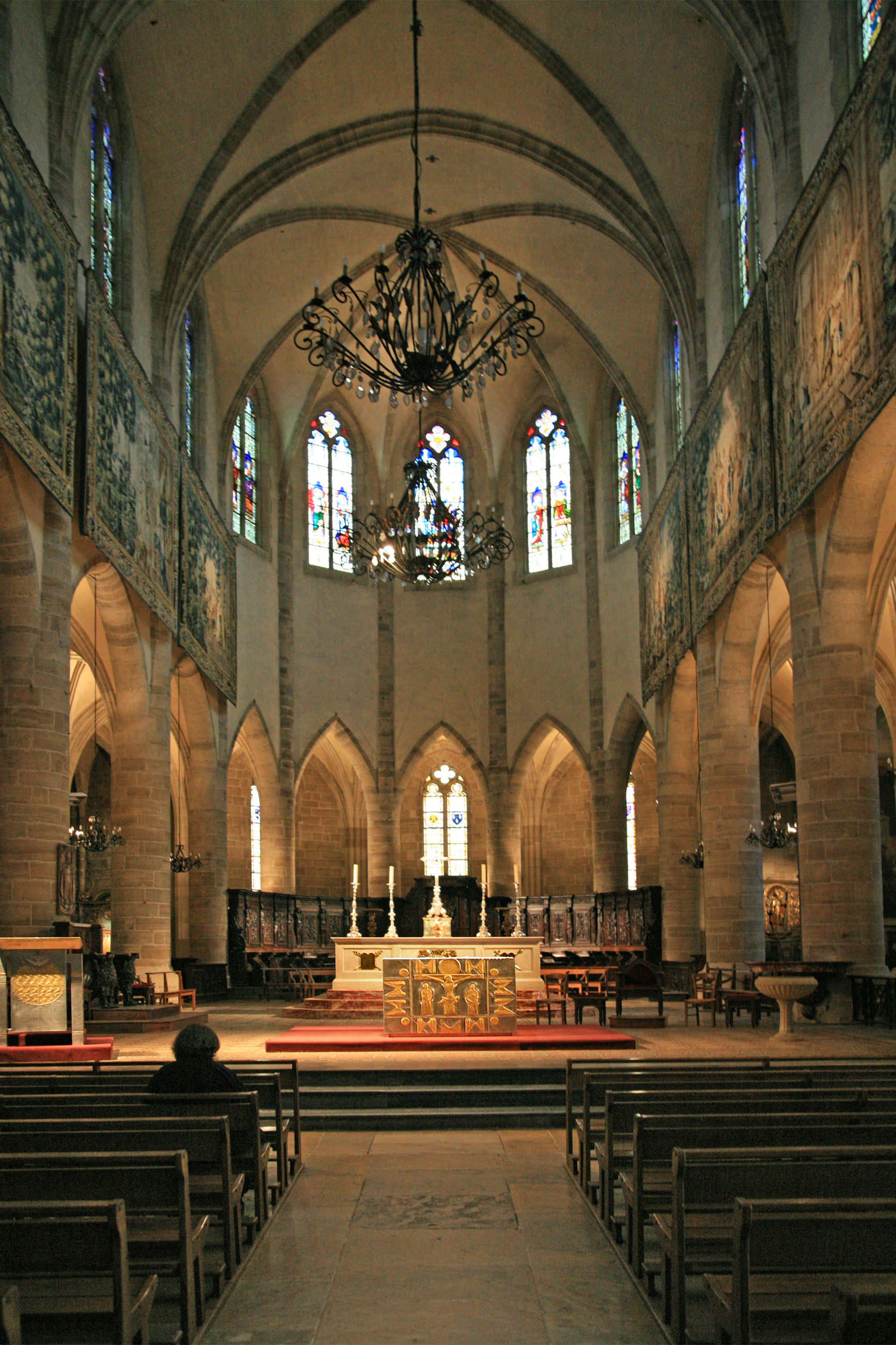
De kathedraal Saint-Privat van Mende

In 1785 werd de Chabot aangesteld als bisschop van Saint-Claude als opvolger van de eerder dat jaar overleden Joseph de Méallet de Fargues. In 1790 werd de Constitution civile du clergé afgekondigd. Bisschop de Chabot weigerde de opgelegde eed af te leggen en vertrok in alle stilte in februari 1791 naar Zwitserland. François-Xavier Moïse werd datzelfde jaar benoemd als constitutioneel bisschop van Saint-Claude. Hij had wel de eed afgelegd maar werd toch in 1794 gevangen gezet in Lons-le-Saunier. In 1800 kon de Chabot terugkeren naar Frankrijk. Hij vestigde zich in Nice. Met het Concordaat van 1801 werd het bisdom Saint-Claude afgeschaft en zowel de Chabot als Moïse dienden hun ontslag in.
In 1802 werd de Chabot aangesteld als nieuwe bisschop van Mende. Deze oude bisschopzetel was vacant gebleven na de dood van de vorige bisschop Jean-Arnauld de Castellane in 1792. In juni 1804 diende de Chabot zijn ontslag in en hij vestigde zich in Parijs. Hij werd benoemd tot kanunnik van Saint-Denis. Hij overleed in 1819 in het klooster van de Congregatie van de Heilige Harten van Jezus en Maria in de rue de Picpus en werd begraven op het kerkhof van het klooster.